# Île de la Carbonnière
L'île de la Carbonnière est une petite île de la baie de la Conception, à Terre-Neuve. Elle est située en face de la ville de Carbonear.
En face de l'île, se trouvait un fort anglais qui servit lors de nombreuses batailles contre les Français.